# Aniane
Aniane [a.nja.nə] (Anhana en occitan) est une commune française située dans le nord du département de l'Hérault, en région Occitanie.
Exposée à un climat méditerranéen, elle est drainée par l'Hérault, le ruisseau de Gassac, le ruisseau des Corbières, le ruisseau de Grigoulet et par deux autres cours d'eau. La commune possède un patrimoine naturel remarquable : deux sites Natura 2000 (les « gorges de l'Hérault » et les « hautes garrigues du Montpelliérais ») et trois zones naturelles d'intérêt écologique, faunistique et floristique.
Aniane est une commune rurale qui compte 2 956 habitants en 2022, après avoir connu une forte hausse de la population depuis 1975. Elle est dans l'unité urbaine d'Aniane et fait partie de l'aire d'attraction de Montpellier. Ses habitants sont appelés les Anianais et Anianaises.

## Géographie
Située à la fin des gorges de l'Hérault et au début de la vallée de l'Hérault, Aniane a toujours été un carrefour. Située à 35 km au nord-ouest de Montpellier, Aniane est à 36 mètres d'altitude.

### Communes limitrophes et proches
| St-Guilhem-le-Désert (6.13 / 7,88 km) St-Jean-de-Fos (3.52 / 5,78 km) Montpeyroux (6.99 / 9,68 km)                                                                                         | Pégairolles-de-Buèges (13.12 / 31,38 km) | St-Jean-de-Buèges (15.74 / 27,79 km) Causse-de-la-Selle (13.72 / 22,03 km) Puéchabon (3.52 / 6,04 km) Viols-le-Fort (10.86 / 14,83 km) Argelliers (6.71 / 11,25 km) |
| Sallèles du Bosc (14.37 / 20,09 km) | Aniane                                   | Murles (12.42 / 23,74 km) |
| Jonquières (9.42 / 15,91 km) Lagamas (5.87 / 9,93 km) St-André-de-Sangonis (8.39 / 9,88 km) Gignac (5.18 / 5,77 km) St-Bauzille-de-la-Sylve (8.75 / 11,75 km) Vendémian (12.19 / 16,39 km) | Aumelas (9.46 / 15,84 km)                | Combaillaux (15.18 / 33,55 km) Vailhauquès (10.26 / 16,50 km) Montarnaud (9.63 / 13,39 km) La Boissière (5.04 / 7,27 km)                                            |

### Hydrographie
L'Hérault, le ruisseau des Corbières qui est un affluentde l'Hérault, le ruisseau de Valcrose, le ruisseau de Gassac.. sont les principaux cours d'eau parcourant la commune.

### Climat
Pour des articles plus généraux, voir Climat de l'Occitanie et Climat de l'Hérault.
En 2010, le climat de la commune est de type climat méditerranéen franc, selon une étude s'appuyant sur une série de données couvrant la période 1971-2000. En 2020, Météo-France publie une typologie des climats de la France métropolitaine dans laquelle la commune est exposée à un climat méditerranéen et est dans la région climatique Provence, Languedoc-Roussillon, caractérisée par une pluviométrie faible en été, un très bon ensoleillement (2 600 h/an), un été chaud (21,5 °C), un air très sec en été, sec en toutes saisons, des vents forts (fréquence de 40 à 50 % de vents > 5 m/s) et peu de brouillards.
Pour la période 1971-2000, la température annuelle moyenne est de 14,4 °C, avec une amplitude thermique annuelle de 16,5 °C. Le cumul annuel moyen de précipitations est de 878 mm, avec 6,7 jours de précipitations en janvier et 2,9 jours en juillet. Pour la période 1991-2020, la température moyenne annuelle observée sur la station météorologique la plus proche, située sur la commune de Saint-André-de-Sangonis à 8 km à vol d'oiseau, est de 15,5 °C et le cumul annuel moyen de précipitations est de 652,4 mm,. Pour l'avenir, les paramètres climatiques de la commune estimés pour 2050 selon différents scénarios d'émission de gaz à effet de serre sont consultables sur un site dédié publié par Météo-France en novembre 2022.

### Milieux naturels et biodiversité

#### Réseau Natura 2000

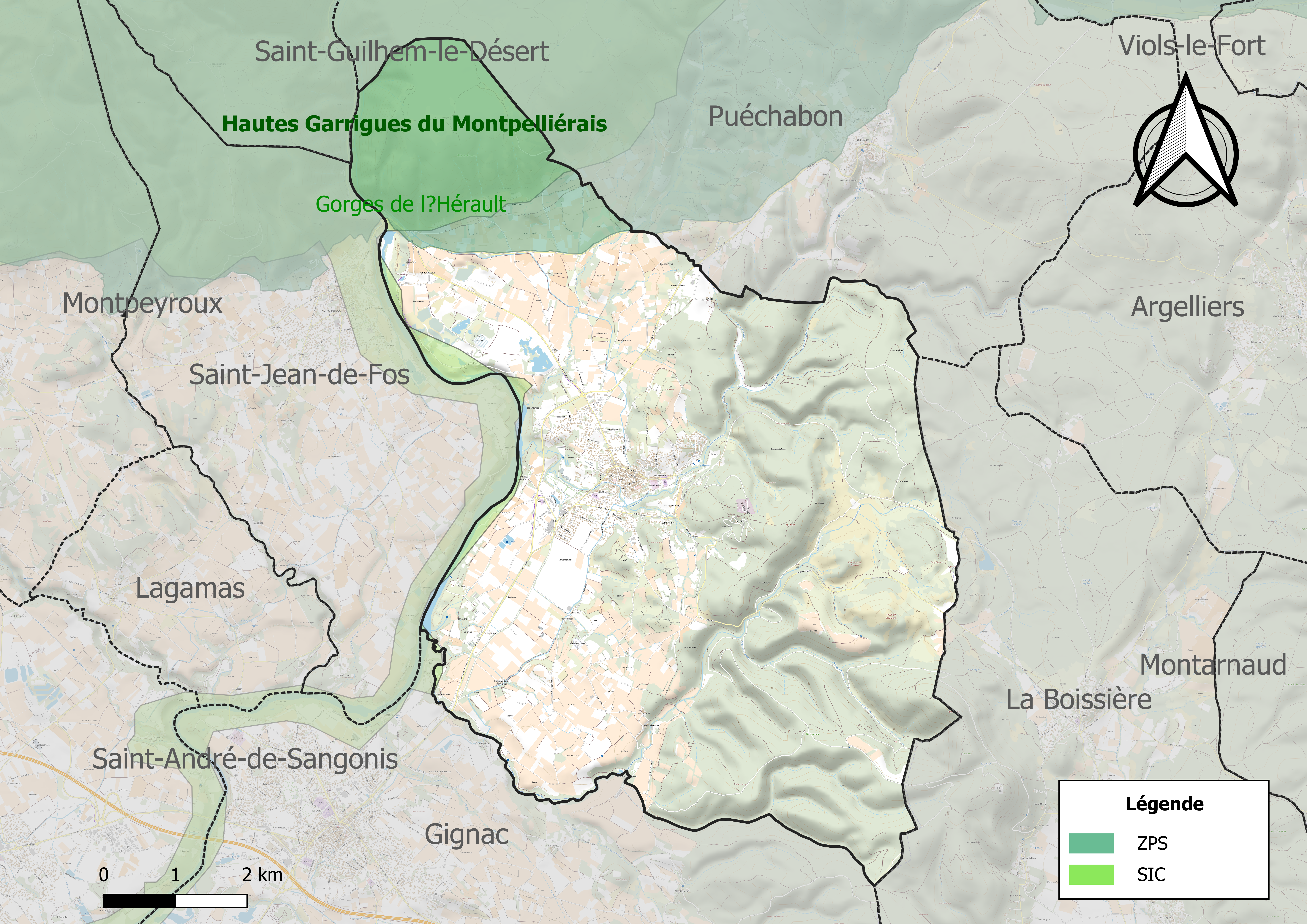
Site Natura 2000 sur le territoire communal.

Le réseau Natura 2000 est un réseau écologique européen de sites naturels d'intérêt écologique élaboré à partir des directives habitats et oiseaux, constitué de zones spéciales de conservation (ZSC) et de zones de protection spéciale (ZPS).
Un site Natura 2000 a été défini sur la commune au titre de la directive habitats :
- les « gorges de l'Hérault », d'une superficie de 21 736 ha, entaillent un massif calcaire vierge de grandes infrastructures dont les habitats forestiers (forêt de Pins de Salzman et chênaie verte) et rupicoles sont bien conservés. La pinède de Pins de Salzmann de Saint-Guilhem est une souche pure et classée comme porte-graines par les services forestiers. Il s'agit d'une forêt développée sur des roches dolomitiques[10]

et un au titre de la directive oiseaux : 
- les « hautes Garrigues du Montpelliérais », d'une superficie de 45 444 ha, abritant trois couples d'aigles de Bonelli, soit 30 % des effectifs régionaux[11].

#### Zones naturelles d'intérêt écologique, faunistique et floristique

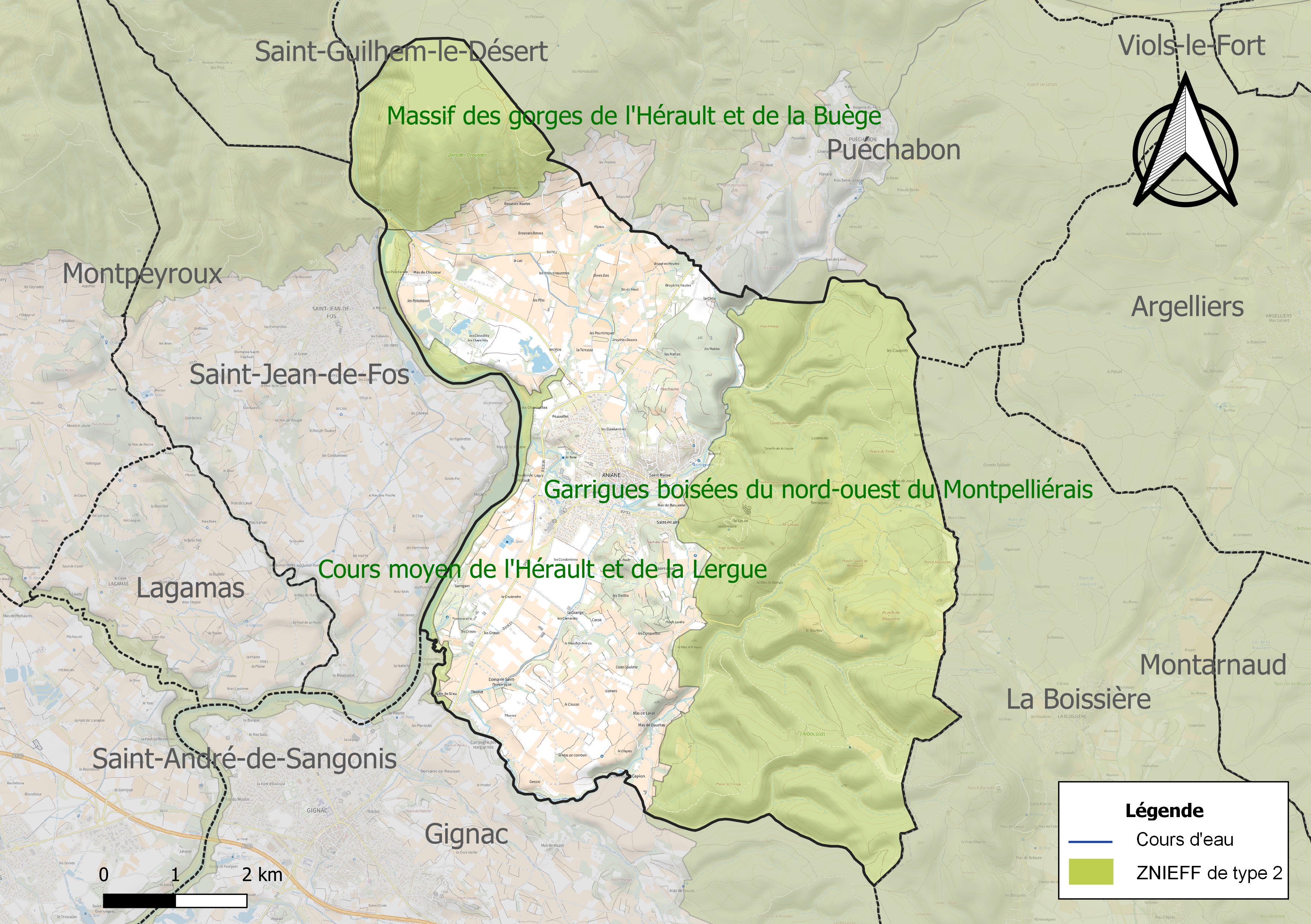
Carte des ZNIEFF de type 2 localisées sur la commune.

L’inventaire des zones naturelles d'intérêt écologique, faunistique et floristique (ZNIEFF) a pour objectif de réaliser une couverture des zones les plus intéressantes sur le plan écologique, essentiellement dans la perspective d’améliorer la connaissance du patrimoine naturel national et de fournir aux différents décideurs un outil d’aide à la prise en compte de l’environnement dans l’aménagement du territoire.
Trois ZNIEFF de type 2 sont recensées sur la commune :
- le « cours moyen de l'Hérault et de la Lergue » (976 ha), couvrant 22 communes du département[13] ;
- les « garrigues boisées du nord-ouest du Montpelliérais » (16 219 ha), couvrant 17 communes du département[14] ;
- le « massif des gorges de l'Hérault et de la Buège » (21 342 ha), couvrant 17 communes du département[15].

## Urbanisme

### Typologie
Au 1er janvier 2024, Aniane est catégorisée bourg rural, selon la nouvelle grille communale de densité à sept niveaux définie par l'Insee en 2022.
Elle appartient à l'unité urbaine d'Aniane, une unité urbaine monocommunale constituant une ville isolée,. Par ailleurs la commune fait partie de l'aire d'attraction de Montpellier, dont elle est une commune de la couronne,. Cette aire, qui regroupe 161 communes, est catégorisée dans les aires de 700 000 habitants ou plus (hors Paris),.

### Occupation des sols
L'occupation des sols de la commune, telle qu'elle ressort de la base de données européenne d’occupation biophysique des sols Corine Land Cover (CLC), est marquée par l'importance des forêts et milieux semi-naturels (54,1 % en 2018), en diminution par rapport à 1990 (56 %). La répartition détaillée en 2018 est la suivante : 
forêts (38 %), cultures permanentes (26,4 %), zones agricoles hétérogènes (12,3 %), milieux à végétation arbustive et/ou herbacée (8,4 %), espaces ouverts, sans ou avec peu de végétation (7,7 %), zones urbanisées (4,2 %), mines, décharges et chantiers (3 %). L'évolution de l’occupation des sols de la commune et de ses infrastructures peut être observée sur les différentes représentations cartographiques du territoire : la carte de Cassini (XVIIIe siècle), la carte d'état-major (1820-1866) et les cartes ou photos aériennes de l'IGN pour la période actuelle (1950 à aujourd'hui).

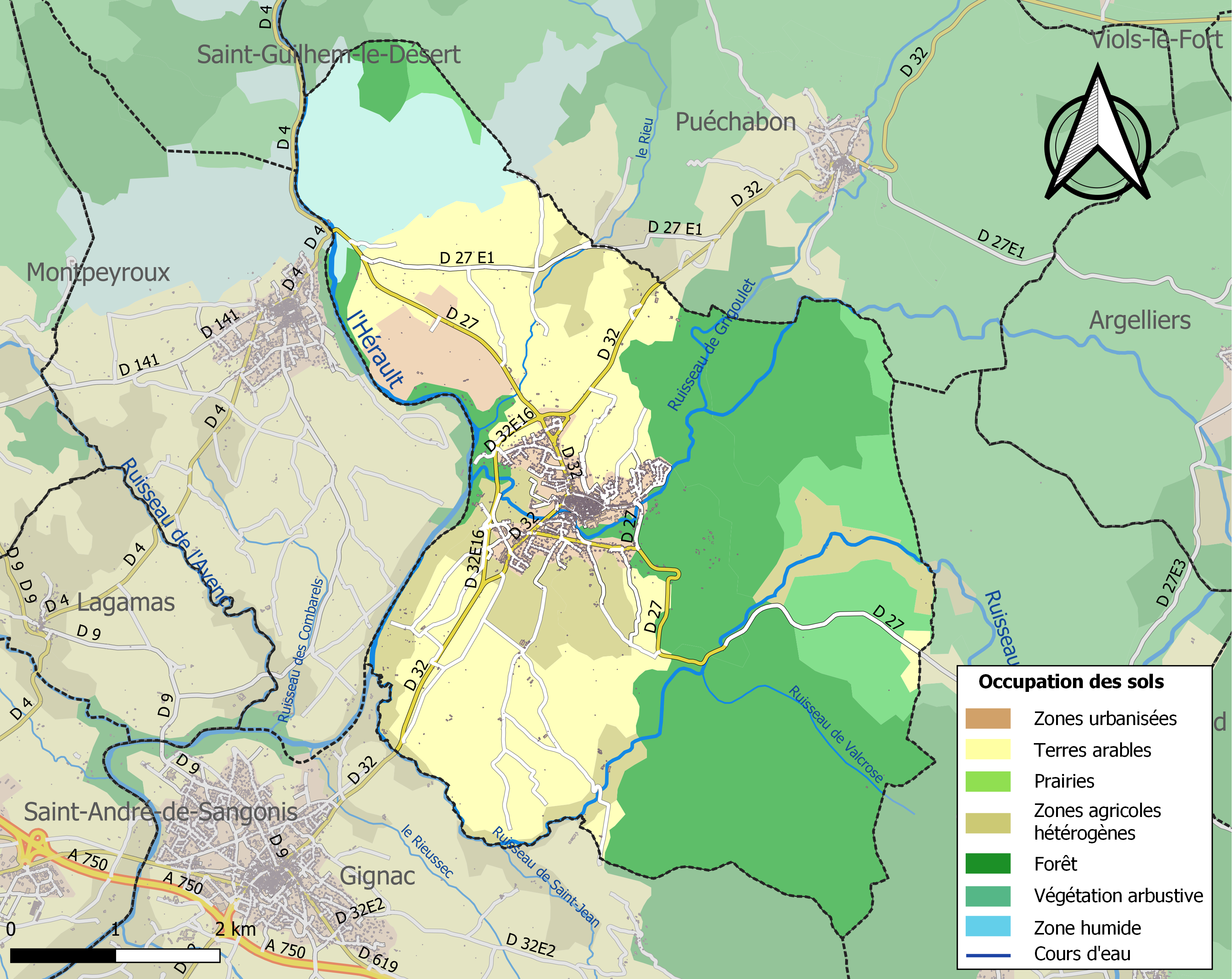
Carte des infrastructures et de l'occupation des sols de la commune en 2018 (CLC).

### Risques majeurs
Le territoire de la commune d'Aniane est vulnérable à différents aléas naturels : météorologiques (tempête, orage, neige, grand froid, canicule ou sécheresse), inondations, feux de forêts et séisme (sismicité faible). Il est également exposé à deux risques particuliers : le risque minier et. Un site publié par le BRGM permet d'évaluer simplement et rapidement les risques d'un bien localisé soit par son adresse soit par le numéro de sa parcelle.

#### Risques naturels
Certaines parties du territoire communal sont susceptibles d’être affectées par le risque d’inondation par débordement de cours d'eau, notamment l'Hérault, le ruisseau de Gassac et le ruisseau des Corbières. La commune a été reconnue en état de catastrophe naturelle au titre des dommages causés par les inondations et coulées de boue survenues en 1982, 1994, 2002, 2003, 2014 et 2016,.
Aniane est exposée au risque de feu de forêt. Un plan départemental de protection des forêts contre les incendies (PDPFCI) a été approuvé en juin 2013 et court jusqu'en 2022, où il doit être renouvelé. Les mesures individuelles de prévention contre les incendies sont précisées par deux arrêtés préfectoraux et s’appliquent dans les zones exposées aux incendies de forêt et à moins de 200 mètres de celles-ci. L’arrêté du 25 avril 2002 réglemente l'emploi du feu en interdisant notamment d’apporter du feu, de fumer et de jeter des mégots de cigarette dans les espaces sensibles et sur les voies qui les traversent sous peine de sanctions. L'arrêté du 11 mars 2013 rend le débroussaillement obligatoire, incombant au propriétaire ou ayant droit,.

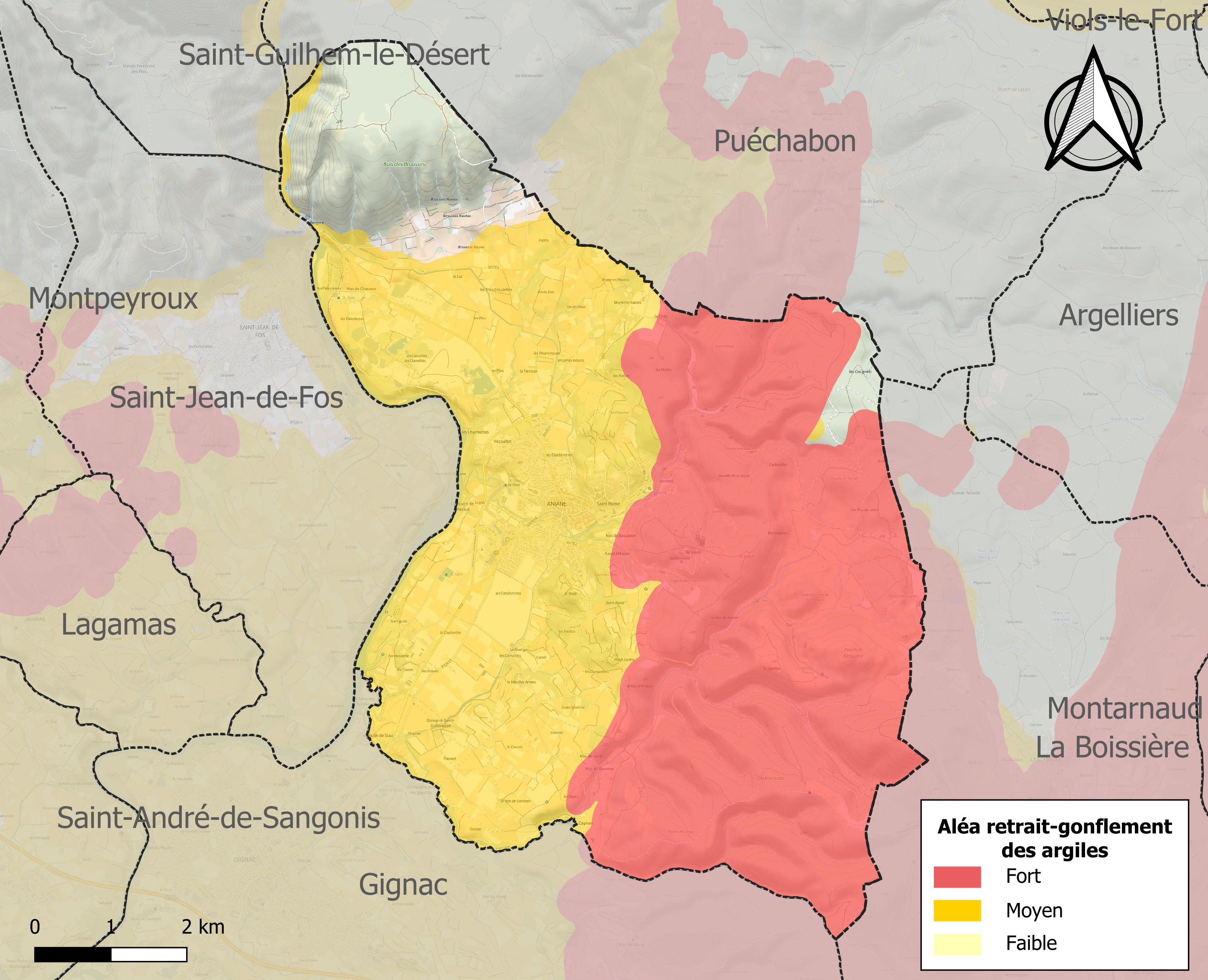
Carte des zones d'aléa retrait-gonflement des sols argileux d'Aniane.

Le retrait-gonflement des sols argileux est susceptible d'engendrer des dommages importants aux bâtiments en cas d’alternance de périodes de sécheresse et de pluie. 88,4 % de la superficie communale est en aléa moyen ou fort (59,3 % au niveau départemental et 48,5 % au niveau national). Sur les 1 204 bâtiments dénombrés sur la commune en 2019, 1 203 sont en aléa moyen ou fort, soit 100 %, à comparer aux 85 % au niveau départemental et 54 % au niveau national. Une cartographie de l'exposition du territoire national au retrait gonflement des sols argileux est disponible sur le site du BRGM,.
Par ailleurs, afin de mieux appréhender le risque d’affaissement de terrain, l'inventaire national des cavités souterraines permet de localiser celles situées sur la commune.

#### Risque particulier
L’étude Scanning de Géodéris réalisée en 2008 a établi pour le département de l’Hérault une identification rapide des zones de risques miniers liés à l’instabilité des terrains. Elle a été complétée en 2015 par une étude approfondie sur les anciennes exploitations minières du bassin houiller de Graissessac et du district polymétallique de Villecelle. La commune est ainsi concernée par le risque minier, principalement lié à l’évolution des cavités souterraines laissées à l’abandon et sans entretien après l’exploitation des mines.

## Toponymie
Le nom de la localité est attesté sous les formes loco nuncupante Aniano entre 777 et 787, Anianus dès 782, monasterii Anianensis en 794, claustra Aniani monasterii en 801, monasterio Aniana en 814, Anhane (1526), Anyane (1529), Aniane (1550).
Selon Frank R. Hamlin, le nom vient du religieux  Anianus qui s'est établi en cet endroit : ab Aniano abbate (791), vir venerabilis Anianus (794).
Le nom en occitan est Anhana [a.'nja.no̞].

## Histoire
Quand, en 780, le futur saint Benoît d'Aniane choisit les bords sauvages d'un ruisseau - dans un domaine appartenant à sa famille - pour implanter son monastère, il aurait appelé ce ruisseau Aniene ou petit Anio, en souvenir de la rivière italienne Anio sur les bords de laquelle saint Benoît de Nursie, fondateur de l'ordre des bénédictins, avait édifié son monastère. Telle serait l'origine du nom Aniane. En 785, Benoît d'Aniane, fils du comte de Maguelone crée un monastère qui entendait suivre la règle de Benoît de Nursie, ainsi qu'une église qui fut dédiée au saint Sauveur et consacrée en 796. L'empereur Charlemagne accorde son soutien et divers privilèges au monastère.
En 1503, une épidémie de peste décime la population. En 1545, un déchaînement de violence s'abat sur le pays. Les édifices religieux sont pillés et ruinés. En 1562, destruction complète de l'abbaye.
En 1721, le gel détruit toute l'agriculture de la région, seules prospèrent les tanneries très nombreuses jusqu'à la fin du XIXe siècle (qui ont cessé toute activité début XXe siècle). L'abbaye et son église ont été reconstruites et de nouveau habitées, au XVIIe siècle, par les moines bénédictins de la congrégation de Saint-Maur. Elle est déclarée bien national lors de la Révolution française. Les citoyens de la commune créent pour se réunir une société révolutionnaire, baptisée « société des amis de la constitution » en mars 1792.
En 1845, l'État installe sur l'emplacement de l'ancienne abbaye une maison centrale de force et de correction (prison) destinée à recevoir 500 détenus adultes. En 1849 et 1854, deux épidémies de choléra, parties de la prison, font respectivement 79 et 400 morts dans la population. En 1885 s'ouvre la maison d'éducation surveillée d'Aniane en lieu et place de la maison centrale de force et de correction. On y accueille désormais des enfants et adolescents délinquants pour leur enseigner divers métiers industriels. Devenue IPES, institution publique d'éducation surveillée en février 1945, elle ferme ses portes définitivement en 1994. Plusieurs révoltes et tentatives d'évasion massives marquent l'histoire de cette maison de correction, notamment en 1898 et 1938.
En 1925, la cave coopérative Les Treilles, à l'initiative des petits viticulteurs d'Aniane, voit le jour et est toujours en activité.
En 1976 est fondé l'observatoire astronomique d'Aniane, géré par l'association Geospace jusqu'en 1999, puis repris par une association nommée « Arts et Astres » en 2005.

### Héraldique
| Blason d'Aniane | Les armes d'Aniane se blasonnent ainsi : « d'azur à la crosse épiscopale d'or issante d'une rivière d'argent ». |

## Politique et administration
Les résultats électoraux présentés dans le tableau ci-dessous démontrent une surreprésentation de la gauche radicale et de l'extrême-droite au sein de la commune, par rapport au niveau national, au détriment des forces plus centrales.
| Scrutin             | Scrutin             | 1er tour | 1er tour    | 1er tour | 1er tour | 1er tour  | 1er tour | 1er tour | 1er tour   | 1er tour | 1er tour | 1er tour   | 1er tour | 2d tour | 2d tour | 2d tour | 2d tour | 2d tour | 2d tour |
| Scrutin             | Scrutin             | 1er      | 1er         | %        | 2e       | 2e        | %        | 3e       | 3e         | %        | 4e       | 4e         | %        | 1er     | 1er     | %       | 2e      | 2e      | %       |
| ------------------- | ------------------- | -------- | ----------- | -------- | -------- | --------- | -------- | -------- | ---------- | -------- | -------- | ---------- | -------- | ------- | ------- | ------- | ------- | ------- | ------- |
| Présidentielle 2017 | Présidentielle 2017 |          | LFI         | 30,33    |          | FN        | 28,21    |          | EM         | 17,09    |          | LR         | 11,07    |         | EM      | 54,41   |         | FN      | 45,59   |
| Présidentielle 2022 | Présidentielle 2022 |          | LFI         | 30,34    |          | RN        | 27,79    |          | LREM       | 15,09    |          | REC        | 8,93     |         | RN      | 54,27   |         | LREM    | 45,73   |
| Législatives 2022   | 4e                  |          | LFI (NUPES) | 35,52    |          | RN        | 25,32    |          | LREM (ENS) | 11,71    |          | PS (diss.) | 7,75     |         | LFI     | 55,75   |         | RN      | 44,25   |
| Législatives 2024   | 4e                  |          | RN          | 45,06    |          | LFI (NFP) | 37,81    |          | HOR (ENS)  | 14,11    |          | REC        | 2,06     |         | RN      | 51,19   |         | LFI     | 48,81   |

### Liste des maires
| Période      | Période                    | Identité                   | Étiquette | Qualité                                                                     |
| ------------ | -------------------------- | -------------------------- | --------- | --------------------------------------------------------------------------- |
| ?            | 1794                       | François Estival           |           |                                                                             |
| ?            | 1803                       | Jean Privat                |           |                                                                             |
| 1803         | 1807                       | Mathieu Joullié            |           |                                                                             |
| 1807         | 1809                       | Paul-Joseph Antichan       |           |                                                                             |
| 1810         | 1815                       | Jean Privat                |           |                                                                             |
| 1815         | 1817                       | François Jissert           |           |                                                                             |
| 1817         | 1824                       | Jean-Pierre Pascal Dupin   |           |                                                                             |
| 1826         | 1830                       | Mathieu Joullié            |           |                                                                             |
| 1830         | 1830                       | Jean Joullié (interim)     |           | Négociant                                                                   |
| 1830         | 1832                       | Etienne Vernière           |           |                                                                             |
| 1832         | 1834                       | Noël Bonniol               |           |                                                                             |
| 1834         | 1847                       | Jean Joullié               |           | Négociant                                                                   |
| 1848         | 1852                       | Nollet Bonniol             |           |                                                                             |
| 1852         | 1854                       | Gustave Laffon             |           |                                                                             |
| 1854         | 1870                       | Stanislas-Etienne Vernière |           | Fabricant tanneur                                                           |
| 1870         | 1871                       | Joseph Joullié             |           |                                                                             |
| 1871         | 1873                       | Emile Giraud               |           |                                                                             |
| 1874         | 1877                       | Sébastien Michel           |           |                                                                             |
| 1877         | 1878                       | Joseph Joullié             |           |                                                                             |
| 1878         | 1880                       | Félix Giraud               |           |                                                                             |
| 1880         | 1883                       | Alexis Cassan              |           |                                                                             |
| 1883         | 1892                       | Félix Giraud               |           |                                                                             |
| 1892         | 1900                       | François Fesquet           |           |                                                                             |
| 1900         | 1917                       | Joseph Martin              |           |                                                                             |
| 1917         | 1919                       | Achille Ricard             |           |                                                                             |
| 1919         | 1927                       | François Gase              |           |                                                                             |
| 1927         | 1930                       | Antonin Brugard            |           |                                                                             |
| 1930         | 1934                       | Joseph Causse              |           |                                                                             |
| 1934         | 1944                       | Dr. Edmond Delon           |           |                                                                             |
| 1945         | mars 1983                  | Étienne Sanier             | PCF       | Conseiller général du canton d'Aniane (1970-1982)                           |
| mars 1983    | mars 1989                  | Marcel Cournon             | PCF       |                                                                             |
| mars 1989    | mars 2001                  | André Ruiz                 | PS        | Conseiller général du canton d'Aniane (1982-2001)                           |
| mars 2001    | mars 2008                  | Manuel Diaz                | PCF       | Conseiller général du canton d'Aniane (2001-2015)                           |
| mars 2008    | décembre 2009              | Claude Bonnafous           | UMP       |                                                                             |
| janvier 2010 | En cours (au 29 juin 2020) | Philippe Salasc            | PS        | Cadre d’exploitation agricole (ingénieur et cadres techniques d'entreprise) |

## Démographie
Au dernier recensement, la commune comptait 2950 habitants.
| 1793  | 1800  | 1806  | 1821  | 1831  | 1836  | 1841  | 1846  | 1851  |
| ----- | ----- | ----- | ----- | ----- | ----- | ----- | ----- | ----- |
| 1 809 | 1 713 | 1 811 | 2 350 | 2 480 | 2 650 | 2 542 | 3 348 | 3 375 |

| 1856  | 1861  | 1866  | 1872  | 1876  | 1881  | 1886  | 1891  | 1896  |
| ----- | ----- | ----- | ----- | ----- | ----- | ----- | ----- | ----- |
| 3 332 | 3 557 | 3 312 | 3 286 | 3 492 | 3 197 | 2 582 | 3 095 | 2 448 |

| 1901  | 1906  | 1911  | 1921  | 1926  | 1931  | 1936  | 1946  | 1954  |
| ----- | ----- | ----- | ----- | ----- | ----- | ----- | ----- | ----- |
| 2 520 | 2 227 | 2 139 | 2 038 | 2 047 | 2 116 | 2 074 | 1 947 | 1 800 |

| 1962  | 1968  | 1975  | 1982  | 1990  | 1999  | 2006  | 2008  | 2013  |
| ----- | ----- | ----- | ----- | ----- | ----- | ----- | ----- | ----- |
| 1 794 | 1 773 | 1 684 | 1 617 | 1 725 | 2 098 | 2 585 | 2 727 | 2 923 |

| 2018  | 2022  | - | - | - | - | - | - | - |
| ----- | ----- | - | - | - | - | - | - | - |
| 2 915 | 2 956 | - | - | - | - | - | - | - |

## Économie

### Revenus
En 2018  (données Insee publiées en septembre 2021), la commune compte 1 258 ménages fiscaux, regroupant 2 875 personnes. La médiane du revenu disponible par unité de consommation est de 20 200 € (20 330 € dans le département). 42 % des ménages fiscaux sont imposés (45,8 % dans le département).

### Emploi
|                | 2008   | 2013   | 2018   |
| -------------- | ------ | ------ | ------ |
| Commune        | 8,2 %  | 10,6 % | 12,3 % |
| Département    | 10,1 % | 11,9 % | 12 %   |
| France entière | 8,3 %  | 10 %   | 10 %   |

En 2018, la population âgée de 15 à 64 ans s'élève à 1 716 personnes, parmi lesquelles on compte 78,1 % d'actifs (65,8 % ayant un emploi et 12,3 % de chômeurs) et 21,9 % d'inactifs,. En  2018, le taux de chômage communal (au sens du recensement) des 15-64 ans est supérieur à celui du département et de la France, alors qu'en 2008 la situation était inverse.
La commune fait partie de la couronne de l'aire d'attraction de Montpellier, du fait qu'au moins 15 % des actifs travaillent dans le pôle,. Elle compte 616 emplois en 2018, contre 656 en 2013 et 559 en 2008. Le nombre d'actifs ayant un emploi résidant dans la commune est de 1 145, soit un indicateur de concentration d'emploi de 53,8 % et un taux d'activité parmi les 15 ans ou plus de 57,7 %.
Sur ces 1 145 actifs de 15 ans ou plus ayant un emploi, 312 travaillent dans la commune, soit 27 % des habitants. Pour se rendre au travail, 84,4 % des habitants utilisent un véhicule personnel ou de fonction à quatre roues, 2,6 % les transports en commun, 7,7 % s'y rendent en deux-roues, à vélo ou à pied et 5,3 % n'ont pas besoin de transport (travail au domicile).

### Activités hors agriculture

#### Secteurs d'activités
315 établissements sont implantés  à Aniane au 31 décembre 2019. Le tableau ci-dessous en détaille le nombre par secteur d'activité et compare les ratios avec ceux du département,.
| Secteur d'activité                                                                                        | Commune | Commune | Département |
| Secteur d'activité                                                                                        | Nombre  | %       | %           |
| --- | ------- | ------- | ----------- |
| Ensemble                                                                                                  | 315     | 100 %   | (100 %)     |
| Industrie manufacturière, industries extractives et autres                                                | 25      | 7,9 %   | (6,7 %)     |
| Construction                                                                                              | 45      | 14,3 %  | (14,1 %)    |
| Commerce de gros et de détail, transports, hébergement et restauration                                    | 83      | 26,3 %  | (28 %)      |
| Information et communication                                                                              | 12      | 3,8 %   | (3,3 %)     |
| Activités financières et d'assurance                                                                      | 5       | 1,6 %   | (3,2 %)     |
| Activités immobilières                                                                                    | 16      | 5,1 %   | (5,3 %)     |
| Activités spécialisées, scientifiques et techniques et activités de services administratifs et de soutien | 38      | 12,1 %  | (17,1 %)    |
| Administration publique, enseignement, santé humaine et action sociale                                    | 63      | 20 %    | (14,2 %)    |
| Autres activités de services                                                                              | 28      | 8,9 %   | (8,1 %)     |

Le secteur du commerce de gros et de détail, des transports, de l'hébergement et de la restauration est prépondérant sur la commune puisqu'il représente 26,3 % du nombre total d'établissements de la commune (83 sur les 315 entreprises implantées  à Aniane), contre 28 % au niveau départemental.

#### Entreprises et commerces
Les cinq entreprises ayant leur siège social sur le territoire communal qui génèrent le plus de chiffre d'affaires en 2020 sont : 
- Salles Freres, autre transformation et conservation de légumes (14 411 k€)
- Moulin De Gassac, culture de la vigne (7 528 k€)
- Mas Laval, commerce de gros (commerce interentreprises) de boissons (614 k€)
- Email Prothese, fabrication de matériel médico-chirurgical et dentaire (266 k€)
- LPR, restauration traditionnelle (201 k€)
- Tourisme : Une des principales activités estivales d'Aniane est le tourisme. Il y a deux campings dont un naturiste[réf. nécessaire].

### Agriculture
La commune est dans la « Plaine viticole », une petite région agricole occupant la bande côtière du département de l'Hérault. En 2020, l'orientation technico-économique de l'agriculture  sur la commune est la viticulture.
|               | 1988 | 2000 | 2010 | 2020 |
| ------------- | ---- | ---- | ---- | ---- |
| Exploitations | 114  | 96   | 70   | 47   |
| SAU (ha)      | 560  | 494  | 423  | 558  |

Le nombre d'exploitations agricoles en activité et ayant leur siège dans la commune est passé de 114 lors du recensement agricole de 1988  à 96 en 2000 puis à 70 en 2010 et enfin à 47 en 2020, soit une baisse de 59 % en 32 ans. Le même mouvement est observé à l'échelle du département qui a perdu pendant cette période 67 % de ses exploitations,. La surface agricole utilisée sur la commune est restée relativement stable, passant de 560 ha en 1988 à 558 ha en 2020. Parallèlement la surface agricole utilisée moyenne par exploitation a augmenté, passant de 5 à 12 ha.

#### Viticulture

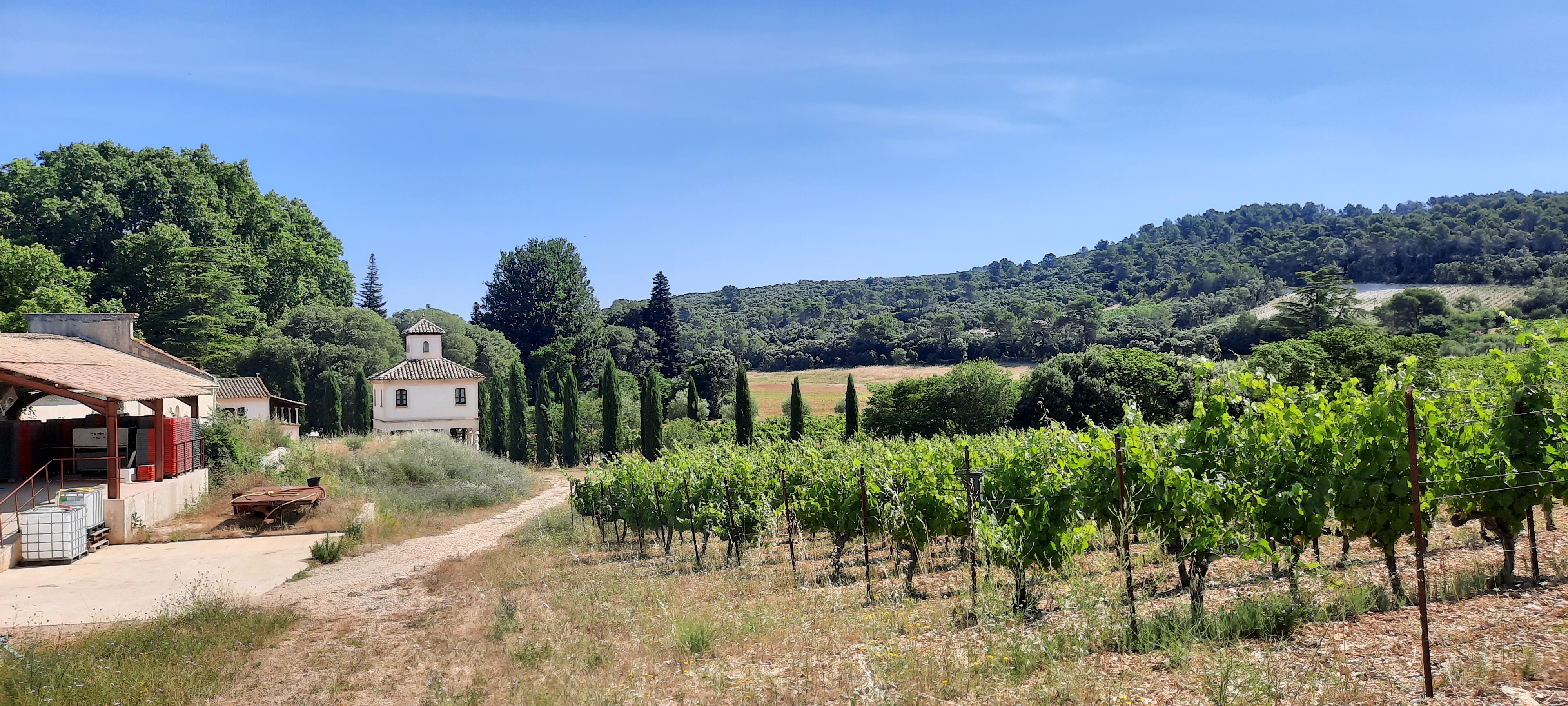
Vignoble de Château Capion.

Le terroir viticole de la commune, situé à proximité de deux abbayes datant de l'empire carolingien (Abbaye de Saint-Guilhem-le-Désert ou abbaye de Gellone et Abbaye Saint-Benoît d'Aniane) dont les moines relancèrent la culture de la vigne, permet d'obtenir des vins de grande qualité issus d'une tradition millénaire. Sa diversité offre une gamme étendue allant du vin de pays au vin d'appellation d'origine contrôlée terrasses-du-larzac, dépendant des coteaux-du-languedoc. L'implantation, dès 1974 du Mas de Daumas Gassac a donné à ce terroir une renommée internationale. Pourtant au tournant des années 2000, la tentative du groupe californien Mondavi de s'implanter sur le territoire de la commune s'est soldée par un échec face au refus de la population. Il n'en a pas été de même quand Gérard Depardieu a acquis ici un domaine, même si cet achat a eu tendance à faire flamber le prix de l'hectare de vigne. Il faut dire que l'acteur s'est montré particulièrement respectueux du cahier des charges de l'AOC en conservant l'encépagement traditionnel déjà existant pour son vin rouge avec syrah (36 %), carignan (35 %) et grenache (29 %).
1. Mas de Daumas Gassac ;
2. Château Capion ;
3. Domaine des Conquetes ;
4. La Grange des Pères ;
5. Le Mas de la Serrane ;
6. Domaine des Barralets ;
7. Croix de saint Privat ;
8. Mas Laval ;
9. Caveau les terroirs d'Aniane.

#### Oléiculture
Les établissements Salles ont été fondés en 1920 par Étienne Salles, avec pour objectif la collecte, la préparation et la commercialisation des olives de pays à Aniane, centre géographique d'une importante production d'olives de table. La vente était réalisée en fûts de châtaigniers d'où en parallèle une activité de tonnellerie.
Un tournant important est pris en 1956 à la suite de l'endommagement des oliveraies françaises par le gel. La production étant déficitaire, on importa alors des olives d'Algérie, puis du Maroc. Dans les années 1970, l'entreprise élargit d'une manière industrielle ses fabrications aux condiments (cornichons, câpres, oignons variantes).
L'évolution de la profession a orienté l'entreprise vers un partenaire marocain « Top Agro Export » à Marrakech avec lequel ils produisent toutes variétés d'olives en boîtes et en fûts, les autres conditionnements (sachets, bocaux) étant réalisés en France.
L'entreprise, malgré son évolution industrielle, est restée, parmi les plus importantes, une des seules à maintenir son activité d'origine : la confiserie et la commercialisation des olives de pays.

## Culture locale et patrimoine

### Lieux et monuments
- L'abbaye d'Aniane, fondée en 782 par saint Benoît d'Aniane, fils d'un comte goth d'abord au service de Charlemagne qui se consacra ensuite à la vie monastique après la mort de son frère lors du siège de Pavie, classée aux Monuments historiques ;
- L'abbatiale Saint-Sauveur d'Aniane. L'édifice a été classé au titre des monuments historiques en 2002[56]. De nombreux objets sont référencés dans la base Palissy (voir les notices liées)[56].
- La chapelle des pénitents. L'édifice a été inscrit au titre des monuments historiques en 2010[57]
- Chapelle du cimetière d'Aniane.
- Chapelle Notre-Dame-de-Délivrance dite Notre-Dame-des-Regagnas d'Aniane. L'édifice est référencé dans la base Mérimée et à l'Inventaire général Région Occitanie[58].
- Vestiges de la chapelle Notre-Dame de Valcrose d'Aniane.
- Vestiges de la chapelle inachevée de Saint-Laurent d'Aniane.
- Les lavoirs médiévaux où on lave encore ;
- Le tunnel et le viaduc de l'époque d'or du chemin de fer ;
- Le pont du Diable (l'un des plus vieux ponts médiévaux de France) reliant Aniane à Saint-Guilhem-le-Désert ;
- Le monument aux morts reprend une phrase des monuments aux morts pacifistes, c'est une phrase en occitan : « La guerra qu’on vougut es la guerra a la guerra / Son morts per nostra terra et per touta la terra », se traduisant par : « la guerre qu’ils ont voulue est la guerre à la guerre / Sont morts pour notre terre et pour toute la Terre ». C’est-à-dire pour toute l’humanité.

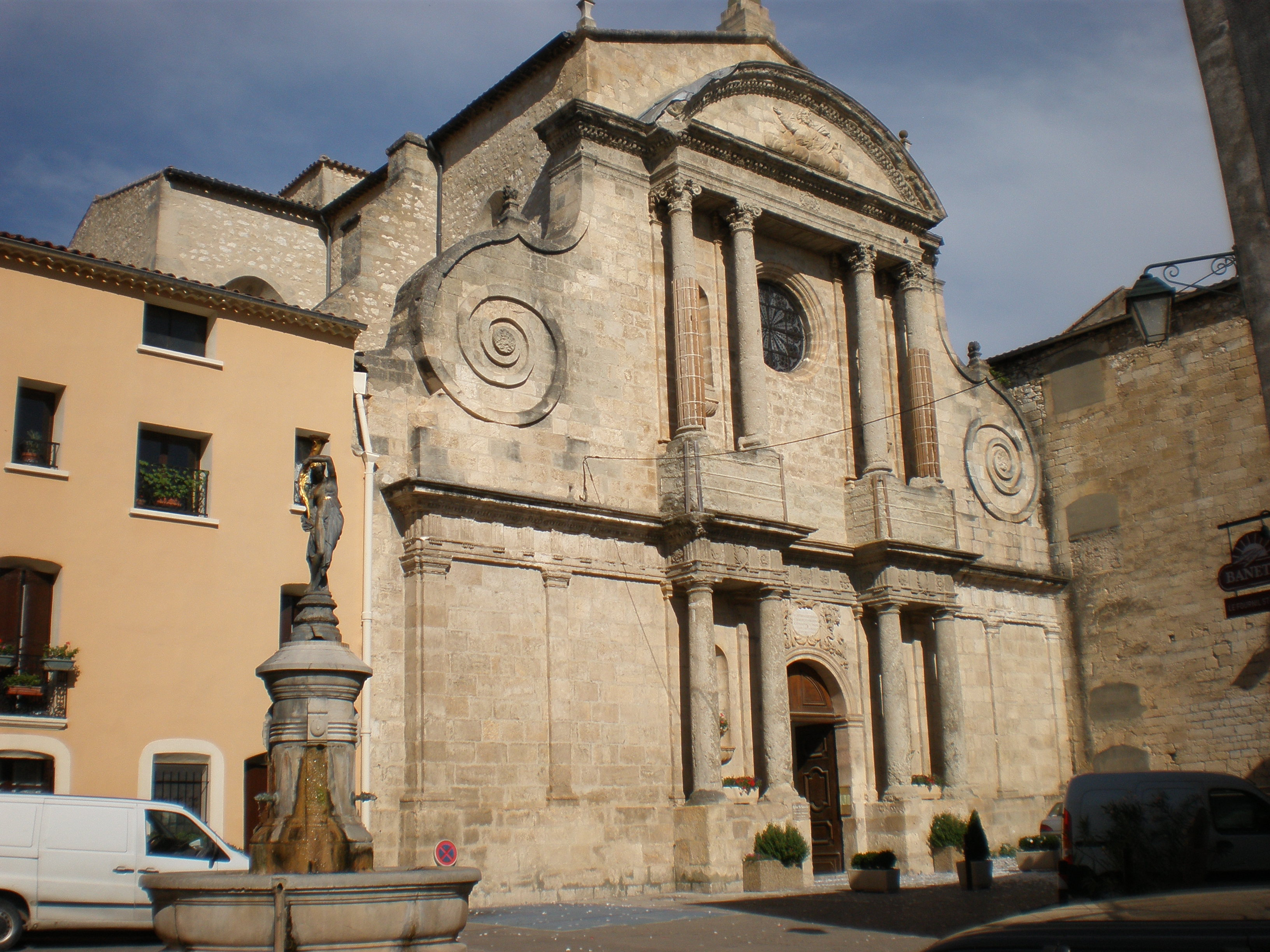
L'église-abbatiale Saint-Sauveur (XVIIe siècle).
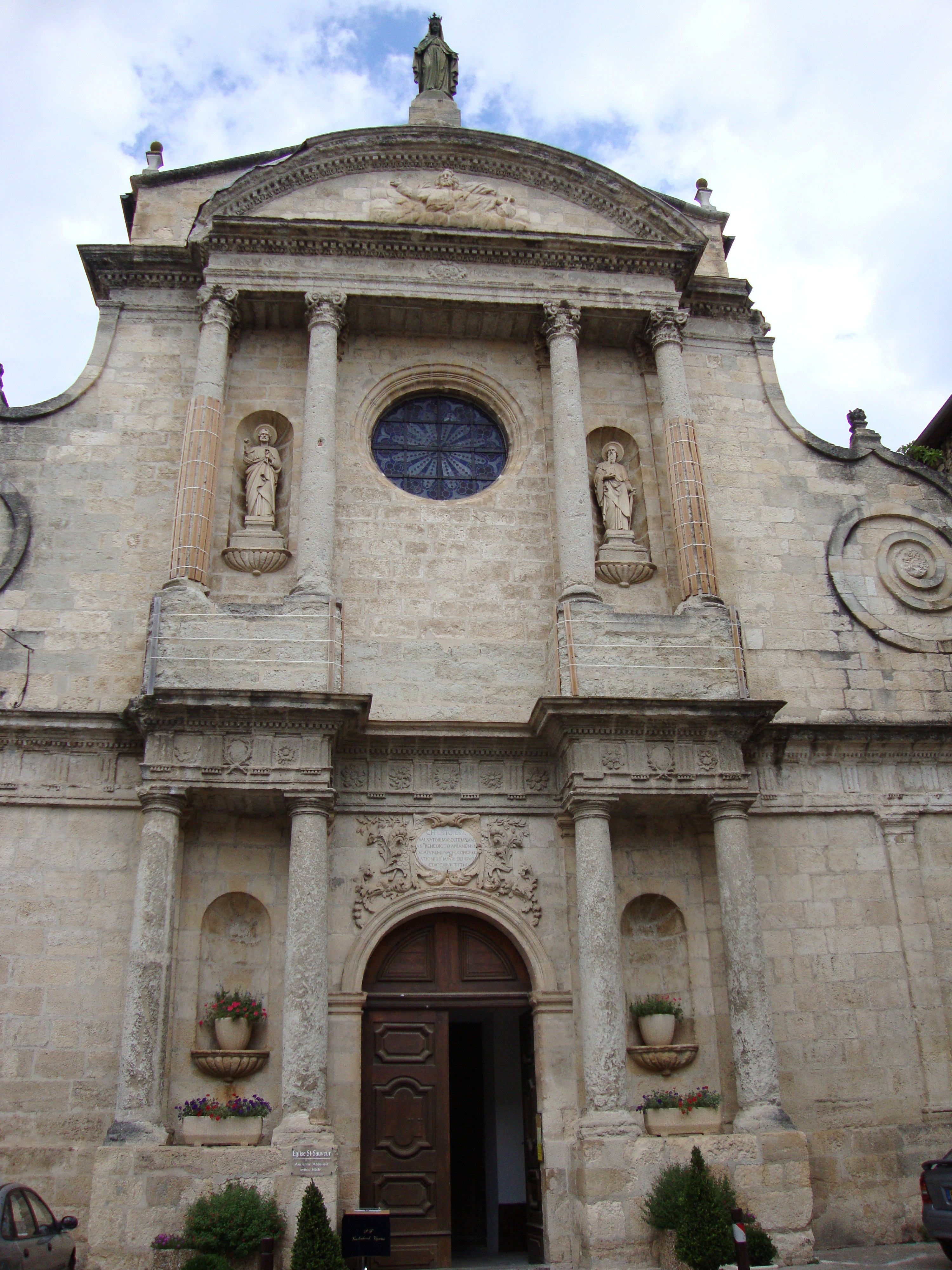
Vue de la façade de l'église Saint-Sauveur.
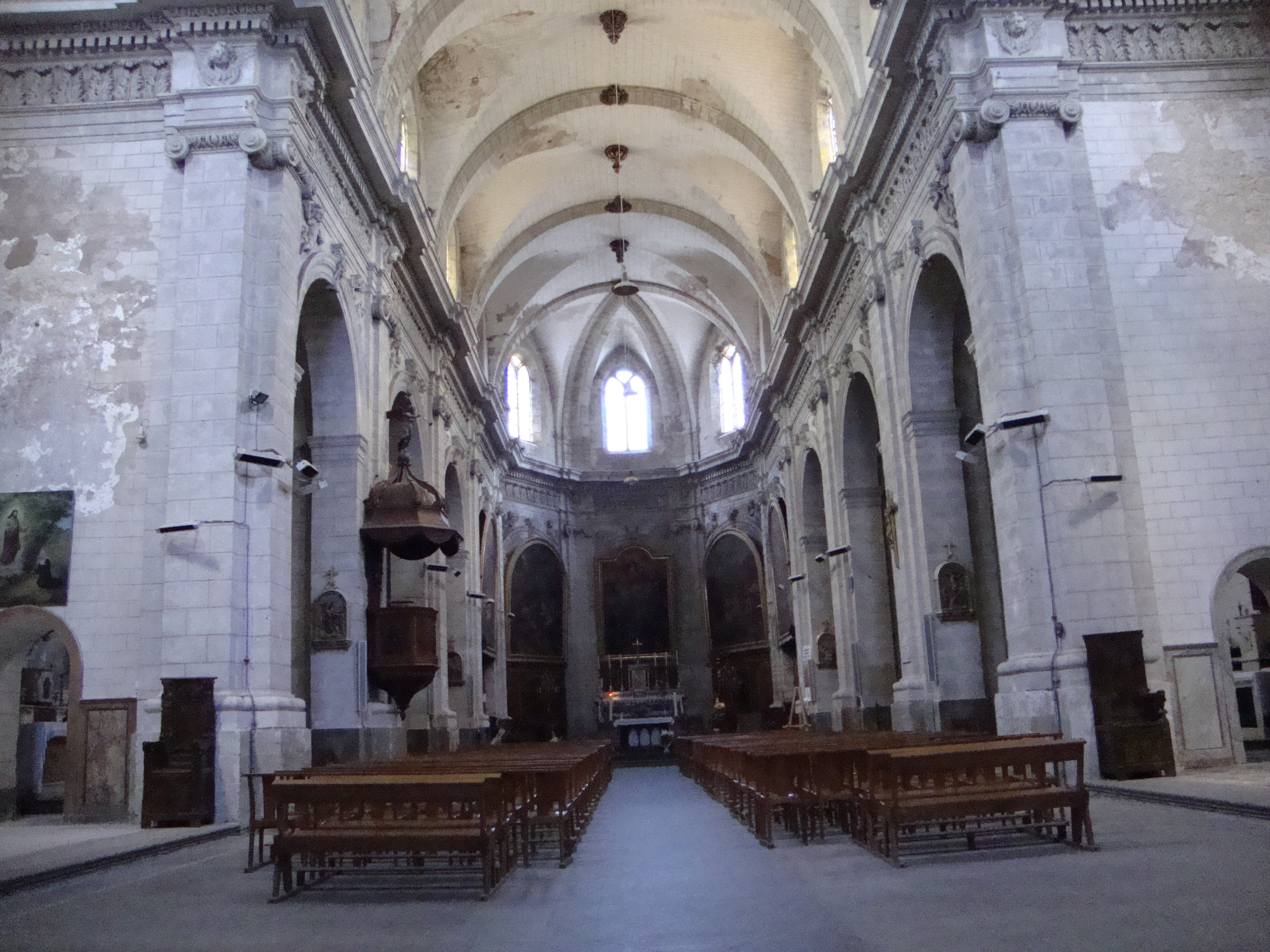
Intérieur de l'église Saint-Sauveur.
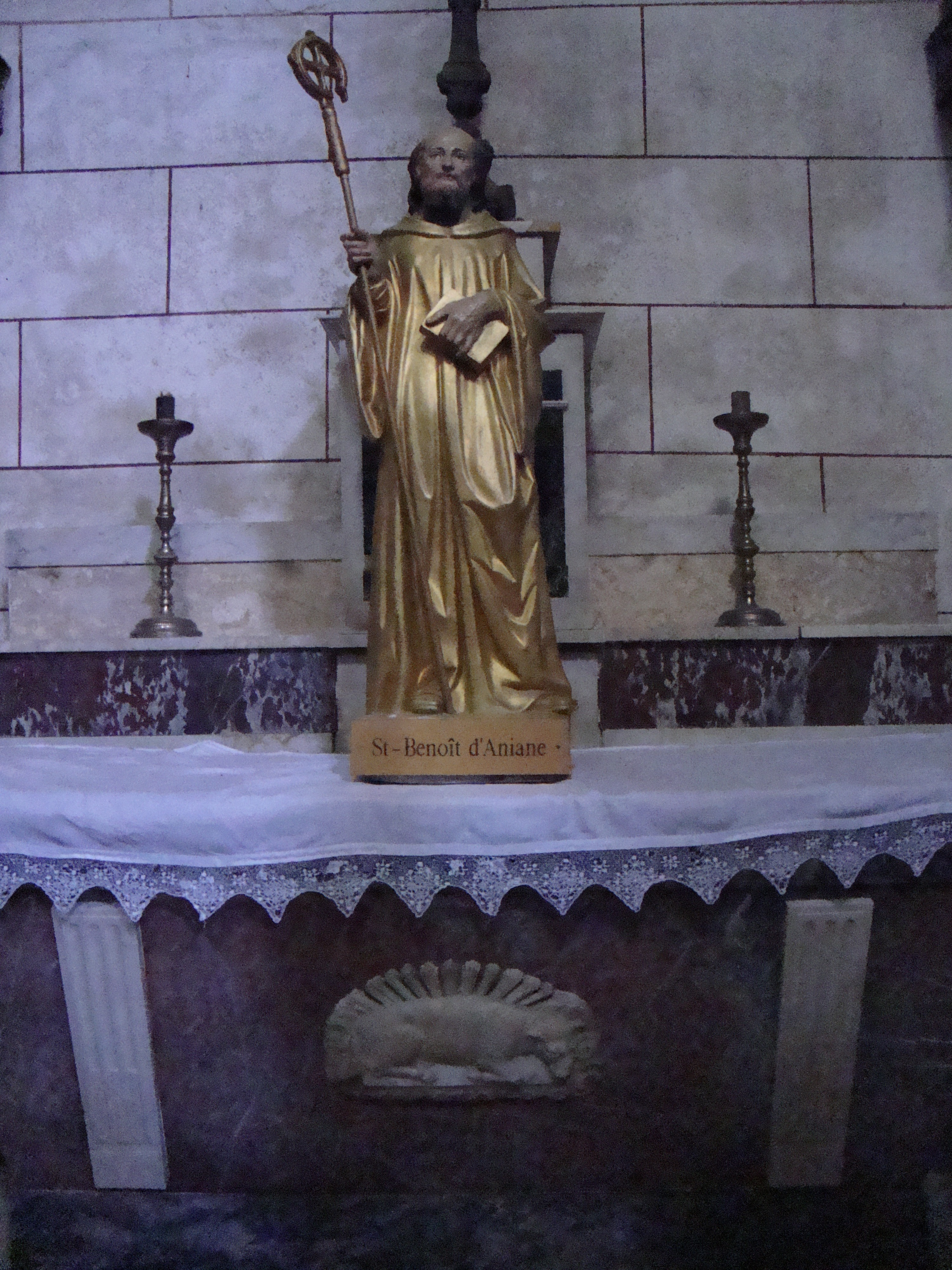
Statue de Saint Benoît d'Aniane dans l'église.
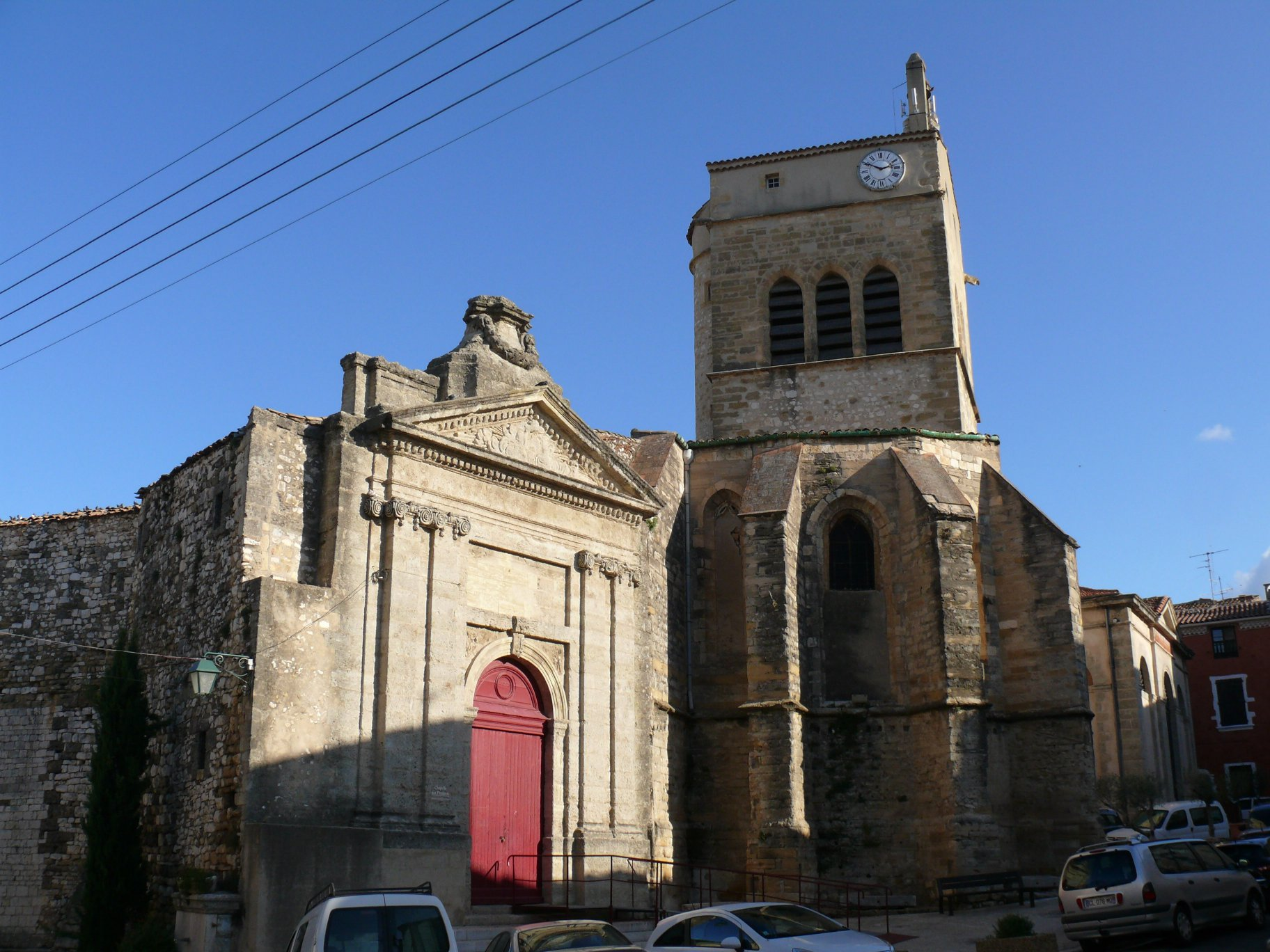
La chapelle des Pénitents.
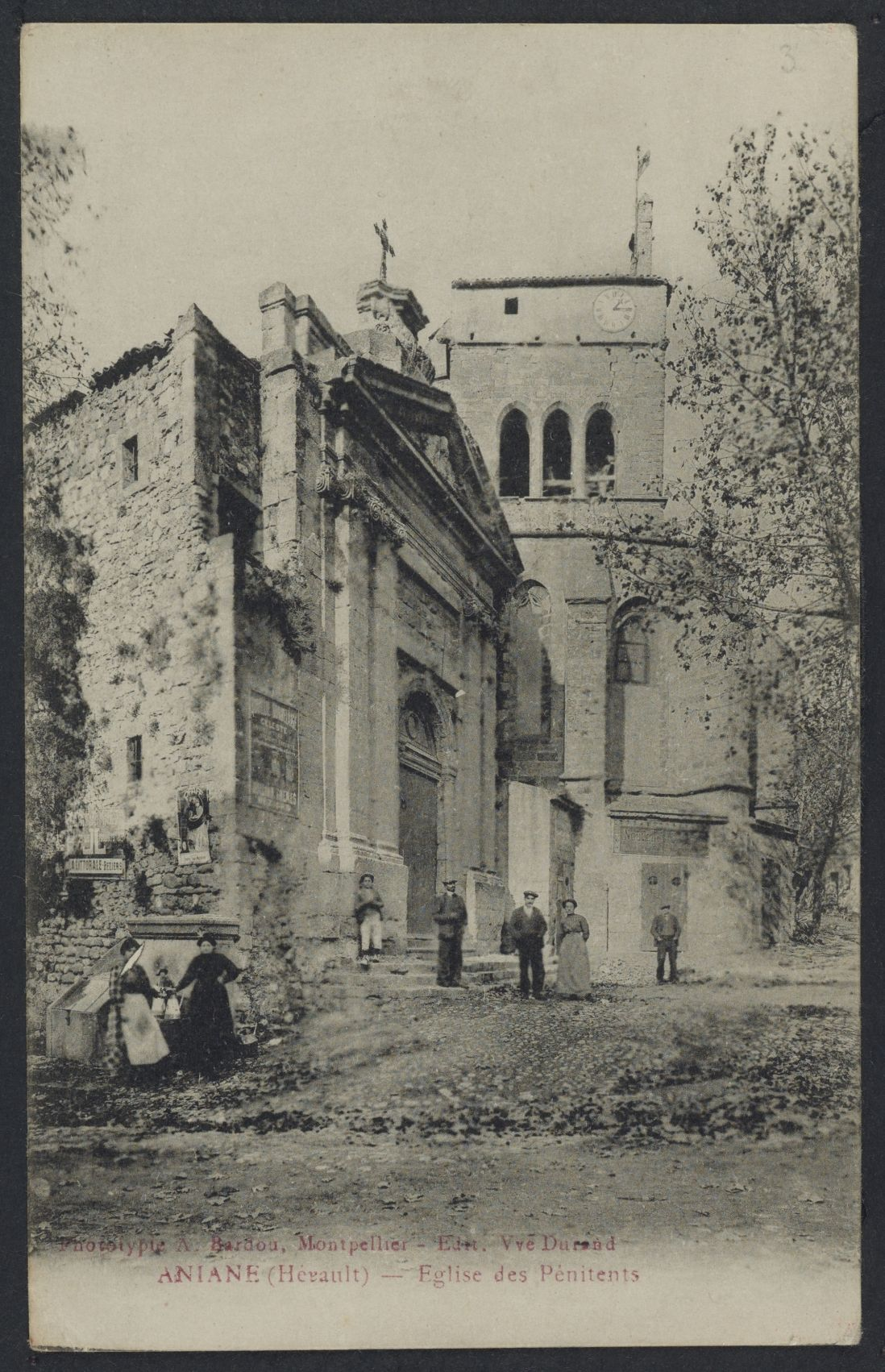
Église des Pénitents : carte postale de la 1re moitié du XXe siècle.
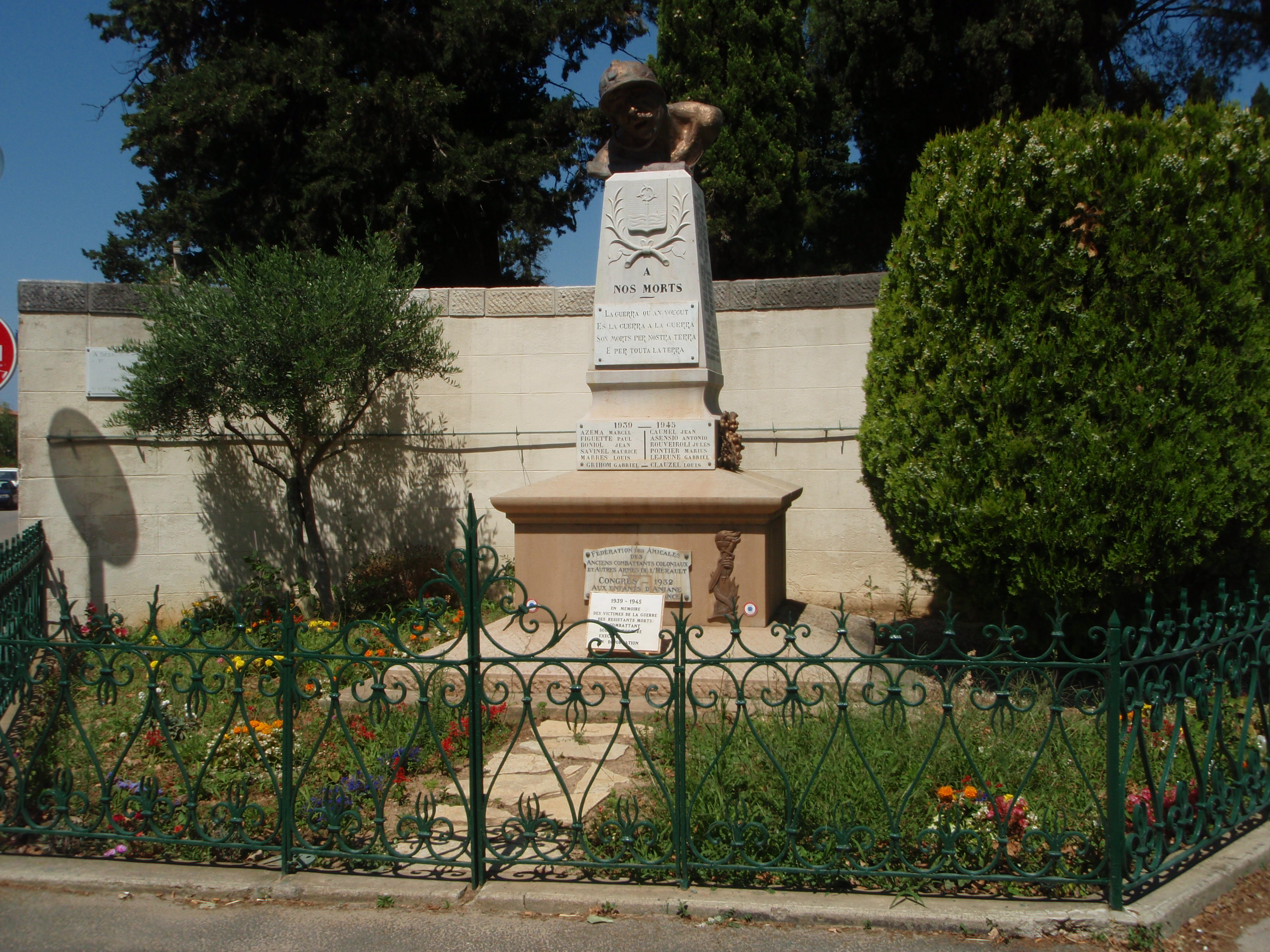
Vue du monument aux morts.
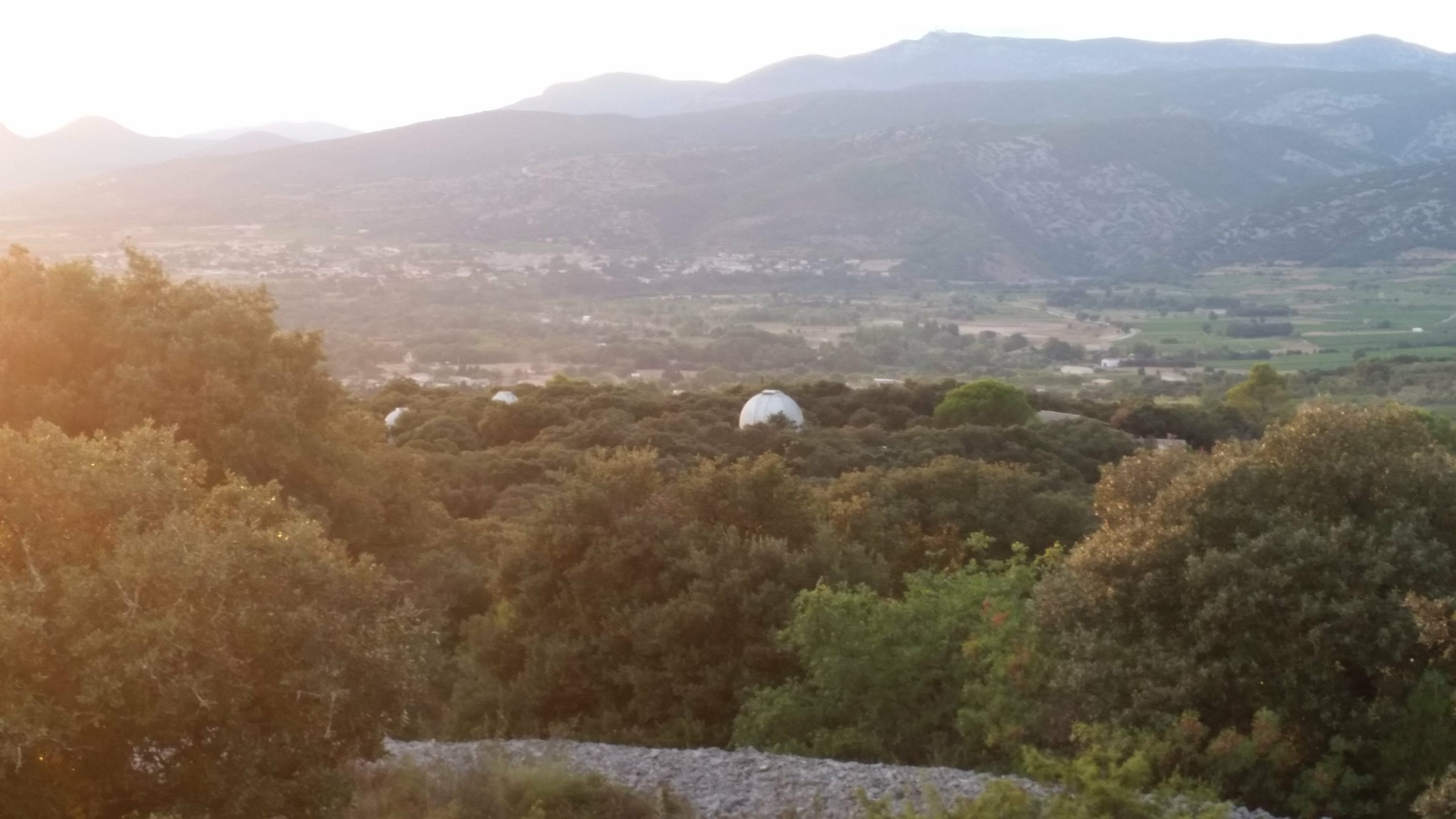
Vue de l'observatoire astronomique.

### Personnalités liées à la commune
- Saint Benoît d'Aniane ;
- Italo Bettiol : réalisateur de films d'animation créateur de Pépin la bulle, Chapi Chapo[59] et Albert et Barnabé, a vécu de nombreuses années avec sa femme Françoise (monteuse de Chapi Chapo) à Aniane, avant d'y mourir le 28 décembre 2022[60] ;
- Pierre Bourge (1921-2013) : fondateur de l'observatoire astronomique d'Aniane ;
- Gérard Depardieu y a planté des vignes et y fait un vin de réserve.

### Fonds d'archives
- Fonds : Archives Communales déposées d'Aniane (1271-1983) [34,36 ml].  Cote : 10 EDT. Montpellier : Archives départementales de l'Hérault (présentation en ligne).